# イングルハート-ウェルゼル文化地図
世界のイングルハート-ウェルゼル文化地図は、世界価値観調査とヨーロッパ価値観調査に基づいて、政治学者のロナルド・イングルハートとクリスチャン・ウェルゼルによって作成された散布図である。 それは、2つの主要な次元で社会間で変化する密接に関連した文化的価値を示している：垂直y軸の伝統的対世俗的合理的価値と水平x軸の生存対自己表現値。このマップを上に移動すると、従来の値から世俗的な合理的な値にシフトし、右に移動すると、生存値から自己表現値にシフトする。
著者によると、「これらの2つの次元は、10の指標の因子分析における国を超えた分散の70％以上を説明し、これらの次元のそれぞれは、他の重要な方向性のスコアと強く相関している。」  
著者らは、彼らの宗教的および文化的歴史的遺産も重要な要素であるため、社会経済的地位が国の場所を決定する唯一の要因ではないことを強調している。 

## 値
イングルハートとウェルゼルによる世界価値観調査データの分析は、世界には異文化間の変動の2つの主要な側面があると主張している。
1. x軸：生存値と自己表現値
2. y軸：従来の値と経年的な合理的な値。 [2]

このマップは、x軸（生存値と自己表現値）およびy軸（従来の値と経年的合理的値）にマップされた2つの値のスコアに基づいて国が配置されたグラフである。 マップは、社会がこれらの2つの次元のどこにあるかを示している。国のクラスターは、地理的な近さではなく、共通の価値観を反映している。 
伝統的な価値観は、宗教、親子関係、権威への敬意、絶対的な基準、伝統的な家族の価値観の重要性を強調している。これらの価値観を受け入れる人々は、離婚、中絶、安楽死、自殺も拒否する。これらの価値観を受け入れる社会は、高いレベルの国家的誇りと国家主義的な展望を持っている。 
世俗的な合理的な価値観は、伝統的な価値観とは反対の好みを持っている。これらの価値観を受け入れる社会は、宗教、伝統的な家族の価値観、権威をあまり重視していない。離婚、中絶、安楽死、自殺は比較的容認できると見られている。 
伝統的価値から世俗的合理的価値への移行は、エンゲルブレクトとナイグレンによって「本質的に、社会における行動と権威関係の基礎としての宗教と迷信の科学と官僚主義への置き換え」として説明されている。 
生存価値は、経済的および物理的セキュリティに重点を置いている。 それらは、比較的民族中心の見通しと低レベルの信頼と寛容と関連している。
自己表現の価値観は、主観的な幸福、自己表現、生活の質を優先する。 これらの価値観を受け入れる社会でより一般的ないくつかの価値観には、環境保護、外国人、ゲイ、レズビアンの寛容の高まり、男女平等、経済的および政治的生活における意思決定への参加の要求の高まり（自律性と中央当局からの自由）、対人信頼が含まれる、政治的節度、そして子育ての価値観のハードワークの強調から想像力と寛容へのシフト。 
生存から自己表現への移行は、民主主義の価値観を受け入れるだけでなく、産業社会から脱工業化社会への移行も表している。  

## クラスター
2017年版の地図では、国が9つのクラスターに分割されていた。英語圏、ラテンアメリカ、カトリックヨーロッパ、プロテスタントヨーロッパ、アフリカイスラム、バルト海、南アジア、正教会、儒教のクラスターである。 以前の研究では、アフリカ-イスラムクラスターは2つ（アフリカクラスターとイスラムクラスター）に分割され、バルト諸国には独自のクラスターがなかった。 
社会をクラスター化するための別の提案された方法は、物質的な富によるものであり、両方の軸の下部に貧しい社会があり、上部に豊かな社会がある。 

## 国別分析
西欧諸国の中で、米国はアイルランドやポーランドなどの非常に保守的なカトリック諸国と並んで、最も保守的な国の1つである（最も下に位置する国の1つとして）。 シモーニは、「伝統的/世俗的な側面では、米国は他の豊かな社会よりもはるかに低く、一部の発展途上の社会に見られるものと同等の宗教性と国家の誇りを持っている」と結論付けている。 
アジアの社会は伝統的/世俗的な次元で2つのクラスターに分散しており、より世俗的な儒教の社会が上部にあり、より伝統的な南アジアの社会が地図の中央にある。 
ロシアは最も生存価値を重視する国の1つであり、その一方で、スウェーデンは自己表現チャートで最高位にランクされている。 
また、基本的な文化的価値観が国の路線に圧倒的に適用され、国境を越えた混合は比較的まれであることがわかっている。これは、文化的歴史を共有している国の間でも当てはまる。さらに、国の文化的クラスターでさえ、国境を越えてあまり混ざり合っていない。これは、国が文化的に意味のある単位であることを示唆している。 
北欧諸国は、歴史・文化・社会等に共通点が多い。北欧諸国の文化的コミュニティは、文化的価値観の世界的調査、世界価値観調査、およびイングルハート・ウェルゼルの世界の国々の文化的地図から明らかである。これは、調査結果の簡略化されたグラフィカルな説明である。そこでは、北欧諸国は、個人の自由、個人主義、民主主義、そして伝統、宗教、国家への忠実さよりも明らかに高い世俗的で合理的な社会秩序を重視するおおよその民族グループとして配置されている。北欧諸国の人々は、この文化的規範と価値観を特徴としており、オランダ、ドイツ、スイスと共にプロテスタント・ヨーロッパに分類されている。

## 歴史

2008年版の地図

マップは、世界価値観調査からの新しいデータの波とともに定期的に更新および変更される。さまざまなバージョンは、世界価値観調査のWebサイトで入手できる。 
マップの初期バージョンは、1997年にRonald Inglehartによって、「Traditional vs.世俗的-合理的権威」と「サバイバル対。幸福」。 
InglehartとWelzelは、2005年にこの地図を改訂し、寸法を「従来型vs.世俗的合理的価値観」と「サバイバル対。自己表現の価値観」。 このマップとそのさまざまな更新は、一般にInglehart–Welzel文化マップと呼ばれる。
ウェルゼルは2013年に、「解放的価値」と「世俗的価値」という2つの密接に関連する次元を備えたまったく異なるマップを公開した。ここで、解放的価値は、人間のエンパワーメントの理論の背後にある主要な変数を提供する。 
他の文化地図は、シャロームシュワルツ、 マイケルミンコフ、  、およびスタンコフ、リー、ヴィイバーによって公開されている。  [非一次資料が必要]

## 反響
文化地図は一般的に好評で、引用または参照されることがよくある。 2009年、アルノ・タウシュはそれを「イングルハートの研究の伝統の中で最も有名な作品の1つ」と表現した。 同様に、多くの学者がそれを有名だと呼んでいる（2009年のNiels-Christian Fritsche、  2016年のElisabethStaksrud、  2020年のManfredBuchroithner 、  LuigiCuriniとRobertFranzese、同様に2020年 ）。
その人気にもかかわらず、いくつか 学者は、2つの次元が文化の違いの適切で有用な尺度を表すかどうか疑問に思っている。 。 2007年にマジマとサベージはどの文化の尺度が最も適切であり、時間の経過とともに測定された変化が現実であるかどうかを疑問視し 、2012年のボンホフとグは東アジアの態度と価値観が適切に反映されていないと主張した。 
BeugelsdijkとWelzelによる2010年の計算では、2つの要素または次元への分割はデータによってわずかに正当化されるだけであり、単一要素のソリューションが適切である可能性があることが示唆された。   2013年、ウェルゼルは、人間のエンパワーメントの共通の枠組みの下で2つの側面を組み合わせることができると提案した。 同様に、2018年のInglehartは、文化的価値観を組み合わせた単一の要因が近代化を非常によく反映していることを発見した。 
Agner Fogの2020年の調査によると、文化の違いに関する研究のメタアナリシスでは、文化の違いに関する他の多くの研究が同様の要因をもたらしたが、ローテーションが異なっていることがわかった。因子ローテーションの一般的な慣行は、文化的地図上の軸の方向が異なるさまざまな研究間の類似性を覆い隠してきた。回転していない解は、2つの次元を組み合わせた、イングルハートとウェルゼルのマップの左下から右上への線に対応する最も強い因子または次元を持っている。この組み合わされた次元は、開発または近代化として解釈される可能性がある。それは、たまたま互いに強く相関している多くの経済的、技術的、制度的、そして心理的変数を組み合わせている。回転していない2番目の要素または次元は、東アジア文化の特別な文化的価値を反映した、イングルハートとウェルゼルの地図上の垂直線に対応する。 
2020年、フレッドダーヴィン、ロビンモロニー、アシュリーシンプソンは、発展途上国を非難し、主に白人、ヨーロッパ、キリスト教国家より劣っているとラベル付けする一般化と単純化により、「文化的本質主義と潜在的な人種差別」について地図を批判した。 
2022年1月31日、経済平和研究所のデータを用いた「積極的平和指数」では、プロテスタントヨーロッパに分類される北欧諸国、スイス、オランダ、ドイツ、そしてプロテスタントヨーロッパには分類されないがそれに近いオーストラリア、ニュージーランドが日本とともに上位13カ国を占めた。